# Florida State Prison
Florida State Prison är ett fängelse i Bradford County i norra Florida i USA. Fängelset, som öppnades 1961, har en kapacitet på 1 460 fångar.

## Kända fångar
- Oscar Ray Bolin – avrättad 2016
- Gary Ray Bowles – avrättad 2019
- Judy Buenoano – avrättad 1998
- Ted Bundy – avrättade den 24 januari 1989
- Oba Chandler – avrättad 2011
- Juan Carlos Chavez – avrättad 2014
- John Couey
- Allen Lee Davis – avrättad 1999
- David Alan Gore – avrättad 2012
- Martin Grossman – avrättad 2010
- Paul Jennings Hill – avrättad 2003
- Bobby Joe Long – avrättad 2019
- Danny Rolling – avrättad 2006
- Gerard Schaefer
- John Spenkelink – avrättad 1979
- Gerald Stano – avrättad 1998
- Ottis Toole
- Frank Valdes
- Aileen Wuornos – avrättad 2002
- Giuseppe Zangara – avrättad 1933